# Le Testament de la tante Caroline
Le Testament de la tante Caroline est un opéra bouffe composé par Albert Roussel en 1933 sur un livret de Nino (pseudonyme de Michel Veber). Cette opérette raconte les déboires d'une famille autour du testament de leur tante.

## Histoire
Composé en 1932-1933, Le Testament de la tante Caroline diffère des autres opéras, plus sérieux, de Roussel. Le compositeur reconnaissait que les succès financiers et critiques des opérettes d'Arthur Honegger et de Jacques Ibert l'avaient poussé à écrire cette opérette. Il décrit cette œuvre comme « une sorte d'opéra bouffe dont les personnages sont complètement grotesques et devraient être joués sans crainte d'exagérer leurs effets ». La production originale fut réalisée en tchèque (par Julie Reisserová), sous une forme en trois actes, mais l'œuvre fut revue par la suite pour donner une opérette en un acte en français.

## Personnages
| Rôle                | Voix          | Création à Paris, 11 mars 1937 Chef d'orchestre : Roger Désormière |
| ------------------- | ------------- | ------------------------------------------------------------------ |
| Noémie              | soprano       | Christine Liany                                                    |
| Christine           |               | Suzanne Dehelly                                                    |
| Maître Corbeau      | baryton       | André Balbon                                                       |
| Jobard              | baryton       | Louis Guénot                                                       |
| Noel                | ténor         | Paul Derenne                                                       |
| Docteur Patogène    | basse         | Émile Rousseau                                                     |
| Béatrice            | soprano       | Madeleine Sibille                                                  |
| Lucine              | mezzo-soprano | Fanély Revoil                                                      |
| Laguigne            | ténor         | René Hérent                                                        |
| Ernestine           | soprano       | Rose Pocidalo                                                      |
| Nurse               |               | Christiane Gaudel                                                  |
| Madame X            |               | Ginette Gaudineau                                                  |
| La dactylo          |               | Morice                                                             |
| Quatre sages-femmes |               | Gallot, Lagrange, Lodève, Billon                                   |

## Argument

### Acte I
La tante Caroline meurt, après avoir fait fortune dans la galanterie sous le nom d’Irène d’Anjou. Ses trois nièces viennent recueillir la succession. Cependant le notaire, Maître Corbeau, découvre un testament en bonne et due forme, d’après lequel la défunte désigne comme son héritier le premier enfant mâle que mettra au monde une de ses trois nièces, dans le délai maximum d’un an, faute de quoi ses cinquante millions iront à l’Armée du Salut. Or, des trois nièces, Béatrice, est une austère diaconesse, tandis que les deux autres, Christine, épouse de Fernand Laguigne, et Noémie, mariée au capitaine Jobard de Courtepointe, n’ont pas d’enfants. Elles prennent sur le champ leurs dispositions pour remplir la clause essentielle de ce testament.

### Acte II
Le second acte se passe dans une pouponnière, dirigée par le médecin même de feu tante Carline, le docteur Patogène, curateur au ventre des deux héritières présomptives. Il a pour sage-femme en chef Lucine, l’ancienne infirmière, et pour chauffeur Noël, l’ancien chauffeur de tante Caroline. Le terme fixé par le testament approche : Christine et Noémie, recourant à des artifices vestimentaires pour se donner les apparences d’une maternité prochaine, arrivent chacune de son côté à la clinique. Grâce à la complicité de la sage-femme et du chauffeur, elles se procurent toutes deux un enfant nouveau-né, du sexe masculin.

### Acte III
Les deux enfants sont nés à la même minute : embarras du notaire. On allait partager la fortune entre les deux poupons, lorsque la troisième nièce, la sévère diaconesse, retrouve dans le chauffeur Noël un fils naturel qu’elle avait eu dans sa jeunesse. Noël héritera donc et épousera la sage-femme Lucine.

## Création et reprises

### Création en Tchéquie
La première eut lieu à l'opéra d'Olomouc le 14 novembre 1936 dans une traduction de Julia Reisserova et reçut des critiques très froides. Roussel avait écrit cette opérette pour qu'elle fût « claire, plaisante et accessible  », mais les critiques la jugèrent difficile dans sa simplification.

### Reprise en France
La version française fut jouée pour la première à Paris à l'Opéra-Comique le 11 mars 1937. La mise en scène est due à M. Pitoëff, et elle ne rencontre pas l'approbation de la critique. Le spectacle fut encore mal reçu par les spectateurs français. Certains écrivirent même au ministre pour demander l'arrêt de ce « spectacle déplacé » et de ces « scènes de boulevard ». Les critiques parlaient aussi de « décors déconcertants », Jean Chantavoine parle même de « toiles barbouillées à la diable forment les décors, comme à Guignol », et « d'une belle tenue musicale, mais qui ne colle pas avec l'action de cette mauvaise pièce ». Marcel Mihalovici en réalisa une version en un acte après la mort de Roussel.